# Židovský exodus z arabských zemí

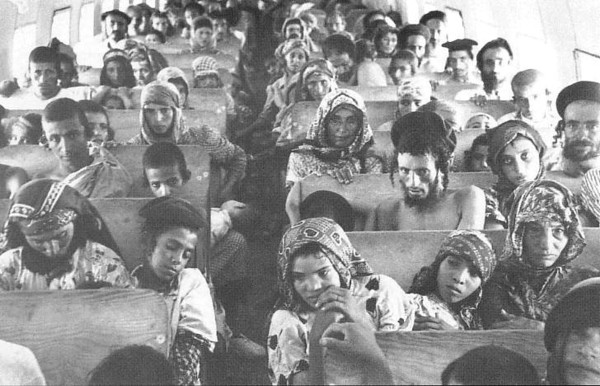
Jemenští Židé letí z Adenu do Izraele v rámci operace Létající koberec

Židovský exodus z arabských zemí odkazuje na vyhnání a masový odchod Židů, převážně pak Sefardů a Mizrachi, z arabských a islámských zemí. Tato migrace začala koncem 19. století, ale masovějších rozměrů se jí dostalo po Válce o nezávislost v roce 1948. Podle statistik žilo v roce 1939 v arabských zemích přibližně 1,7 milionu Židů. Podle oficiálních arabských statistik opustilo své domovy od roku 1948 do počátku 70. let na 856 000 Židů. Zhruba 680 000 těchto Židů se usadilo v Izraeli. Jejich potomci a potomci íránských a tureckých Židů tvoří populaci čítající 3,06 milionů obyvatel z celkové židovské populace 5,3 milionů. V zemích, ze kterých uprchli, zanechali majetek, který má v přepočtu na dnešní kurzy hodnotu 300 miliard. Rozloha pozemků, které byly v těchto zemích židovským majetkem, se odhaduje na 100 tisíc km² (čtyřnásobek rozlohy Státu Izrael). Židé, kteří opustili arabské země, mnohdy byli součástí komunit, které v daných zemích pobývaly po tisíciletí. Po vyhlášení nezávislosti Izraele se v těchto zemích stala pro Židy situace nesnesitelná. Židé byli perzekvováni a v mnohých státech probíhaly protižidovské bouře. V Iráku byl dokonce sionismus prohlášen za hrdelní zločin.

## Důvody kemigraci
Násilí a diskriminace Židů se v arabských zemích začalo rozrůstat již před rokem 1948, ale roku 1948 se začalo výrazně rozmáhat a to navzdory faktu, že Židé byli domorodí obyvatelé a většina z nich měla občanství daného státu. Mnohdy byly tyto protižidovské akce podporovány a schvalovány státem, jindy zas důsledkem protižidovské zášti a zloby od ne-Židů. Následovalo pronásledování, týrání, trýznění, perzekuce a zabavování majetku. V reakci na toto jednání ze strany arabských států vyzývali sionisté k židovské imigraci z arabských zemí do Izraele. Velká většina Židů žijících v arabských státech nakonec emigrovala do nově vzniklého Státu Izrael.
Tento proces se výrazně urychlil poté, co arabské země, dříve pod francouzskou, britskou a italskou koloniální nadvládou, získaly nezávislost. Protižidovské nálady v arabských státech se výrazně zhoršily v důsledku arabsko-izraelských válek. Několik let po Šestidenní válce z roku 1967 zbylo v arabských zemích pouze nepatrný zlomek dřívější židovské populace. Židovská populace byla v arabských zemích zredukována z téměř milionu v roce 1948 na zhruba 16 tisíc v roce 1991. Někteří lidé spatřují mezi židovským exodem z arabských zemí historickou paralelu mezi palestinským exodem během Války o nezávislost. Jiní toto srovnání odmítají jako příliš zjednodušující.

## Statistiky
| Stát nebo oblast | Židovská populace 1948 | % židovské populace 1948 | Odhad židovské populace 2001 | Odhad židovské populace 2008                  |
| ---------------- | ---------------------- | ------------------------ | ---------------------------- | --------------------------------------------- |
| Aden             | 8 000                  |                          | ~ 0                          |                                               |
| Alžírsko         | 140 000                | 1,6%                     | ~0                           |                                               |
| Bahrajn          | 550-600                | 0,5%                     | 36                           | Zbývá zhruba 30. Více zde:                    |
| Egypt            | 75 000-80 000          | 0,4%                     | ~100                         | Zbývá méně než 100.                           |
| Irák             | 135 000-140 000        | 2,6%                     | ~200                         | 20 v Bagdádu a méně než 100 celkem. Více zde: |
| Jemen            | 45 000-55 000          | 1,0%                     | ~200                         | Několik stovek zbývá.                         |
| Katar            | ?                      | ?                        | ?                            | Několik málo Židů.                            |
| Libanon          | 5 000-20 000           | 0,4-1,5%                 | < 100                        | Zhruba 40 v Bejrútu.                          |
| Libye            | 35 000-38 000          | 3,6%                     | 0                            |                                               |
| Maroko           | 250 000-265 000        | 2,8%                     | 5 230                        | Méně než 7 tisíc.                             |
| Sýrie            | 15 000-30 000          | 0,4-0,9%                 | ~100                         | zbývá méně než 30                             |
| Tunisko          | 50 000-105 000         | 1,4-3,0%                 | ~1 000                       | V roce 2004 zhruba 1 500 zbývalo.             |
| Celkem           | 758 000-881 000        |                          | <6 500                       | <8 600+                                       |

| Stát nebo oblast | Židovská populace 1948                 | Odhad židovské populace 2001 | Odhad židovské populace 2008 |
| ---------------- | -------------------------------------- | ---------------------------- | ---------------------------- |
| Afghánistán      | 5 000                                  | 1                            |                              |
| Írán             | 70 000-120 000 100 000 140 000–150 000 | 11 000-40 000                | zbývá méně než 40 000        |
| Pákistán         | 2 000                                  | neznámo                      |                              |
| Turecko          | 80 000                                 | 18 000-30 000                |                              |